# Paratelmatobius gaigeae
Paratelmatobius gaigeae је водоземац из реда жаба и фамилије Leptodactylidae. 

## Угроженост
Подаци о распрострањености ове врсте су недовољни.

## Распрострањење
Бразил је једино познато природно станиште врсте.

## Популациони тренд
Популација ове врсте се смањује, судећи по расположивим подацима.

## Станиште
Станишта врсте су шуме и слатководна подручја.